# Colette de Corbie
Pour les articles homonymes, voir Corbie (homonymie) et Colette (homonymie).
Nicolette Boellet, en religion Colette de Corbie, également connue sous l'appellation sainte Colette est née le 13 janvier 1381 à Corbie, en Picardie et morte le 6 mars 1447 à Gand, en Flandre est une religieuse française. Elle réforma l'ordre des Clarisses et certains couvents masculins de l'ordre franciscain. Elle fut béatifiée en 1623 ou 1740, et canonisée en 1807. Liturgiquement elle est commémorée le 6 mars.

## L'essor des Clarisses et des Franciscains auXIIIesiècle
En 1212, Claire d'Assise fonde l'ordre des Pauvres Dames, un ordre féminin inspiré par François d'Assise. Au fil des ans, plusieurs monastères en Europe sont créés en suivant cette règle (comme celui d'Agnès, fille du roi de Bohême).
À l'instar des ordres mendiants, Claire d'Assise souhaite que sa communauté ne possède aucune propriété (ni individuellement, ni collectivement). Quelques jours avant sa mort, Claire obtient du pape Innocent IV qu'il approuve sa règle, avec quelques modifications, notamment celle qui stipule que les Clarisses doivent posséder quelques biens en commun. Selon l'historien Jacques Dalarun, nier toute propriété aux Clarisses aurait été destructeur pour l'ordre dans cette société violente du XIIIe siècle. Ces possessions, maintenues au strict minimum, assurent leur survie.
L'ordre franciscain connait au XIIIe siècle une évolution similaire, divisé entre les spirituels partisans stricts de la règle de mendicité prônée par François d'Assise, et les conventuels partisans d'une règle moins rigoureuse. Cette dernière vision s'impose, par le biais du pape Grégoire IX (bulle pontificale Quo elongati) et par les réformes de leur secrétaire général saint Bonaventure. L'ordre franciscain peut alors posséder terres et monastères, à condition d'en faire un « usage pauvre », c'est-à-dire tourné vers la prédication et l'aide aux pauvres[réf. nécessaire].

## Un contexte politique et religieux troublé
De 1378 à 1417, le Grand Schisme d'Occident divise profondément l’Église ; ceux qui reconnaissaient le pape de Rome (comme l'Angleterre, le Saint-Empire ou le nord de l'Italie) s'opposent à ceux qui reconnaissent celui d'Avignon (comme la France, le royaume de Naples ou l'Ecosse).
En France, aux XIVe et XVe siècles, la situation politique était extrêmement troublée par les différentes guerres (guerre de Cent Ans, guerre de succession de Bretagne, guerre civile entre Armagnacs et Bourguignons) impliquant des pillages par l'armée et les compagnies comme les Ecorcheurs.
De plus la peste noire apparue en 1347 sévit dans une grande partie de l'Europe, réapparaissant par vagues successives locales toutes les décennies.

## Biographie hagiographique

### Une vocation précoce
Colette était issue d’une famille modeste habitant à Corbie en Picardie. Son père, Robert Boellet, maître menuisier de l'abbaye de Corbie et sa mère, Marguerite Moyon, étaient très pieux et charitables. La légende rapporte que les années passaient et qu'ils n’avaient toujours pas d’enfant. Aussi prièrent-ils saint Nicolas de leur donner une descendance. Et à 60 ans, Marguerite mit au monde une fille le 13 janvier 1381. Au baptême elle reçut le prénom de « Nicolette », par reconnaissance envers saint Nicolas, mais elle fut couramment appelée « Colette », diminutif de son prénom. C'est sous ce nom qu'elle passa à la postérité.
Colette reçut une éducation religieuse accordant une grande place à la Passion du Christ sur laquelle l’entretenait fréquemment sa mère, femme très pieuse qui se confessait et communiait chaque semaine. Colette de Corbie aurait eu dès son plus jeune âge une vie édifiante, empreinte de prière et de mortification. Dès sa plus tendre enfance, à 4 ans, Colette vécut de prière perpétuelle et aida les pauvres. Elle se mortifia, se priva de nourriture pour redistribuer son repas aux pauvres, pria très longuement et alla même jusqu'à rendre son sommeil difficile en mettant des morceaux de bois sous son matelas. Elle reçut durant ses jeunes années des grâces divines telles que des guérisons miraculeuses, une croissance subite (elle était très petite)… À l’âge de sept ans, elle assistait clandestinement aux matines chantées par les bénédictins. À l'âge de neuf ans, elle reçut la révélation de l'esprit de l'ordre franciscain et de la nécessité de le réformer. En plus de cela, elle apprit à lire et à écrire.
En 1399, alors qu’elle avait 18 ans, ses parents moururent. Son père l'avait confiée avant sa mort à Raoul de Roye, abbé de Corbie. Elle refusa le mariage que celui-ci lui présentait et se dépouilla de tous ses biens en faveur des pauvres. Peu après, elle fit la connaissance de Jean Bassand, prieur du couvent des Célestins d'Amiens et lui fit part de son désir d'embrasser la vie religieuse.

### Les hésitations d'une religieuse
Elle intègra alors les béguines de Corbie. Elle y resta un an. Mais ne jugeant pas cet ordre assez rigoureux, elle décida d’entrer au couvent des bénédictines de Corbie. Cependant, cela ne lui convint toujours pas. Elle se dirigea alors vers les clarisses urbanistes de l'abbaye du Moncel près de Pont-Sainte-Maxence où elle se présenta comme servante, se jugeant indigne d’y être religieuse. Mais là encore, elle trouva que les conditions de vie étaient trop douces. Elle retourna alors à Corbie où elle rencontra le père Jean Pinet, gardien du couvent d'Hesdin en Artois, fervent franciscain désireux de faire revivre l’ordre d’après la Règle primitive. Il proposa à Colette de vivre en recluse sous la règle du tiers-ordre franciscain. L'abbé de Corbie accorda en 1402 son autorisation. Colette fut emmurée pendant trois ans dans un reclusoir attenant à l'église Saint-Étienne, y menant une vie de prière et de charité, recevant la visite d'habitants venant lui demander prières et conseils.

### Vision et mission de Colette

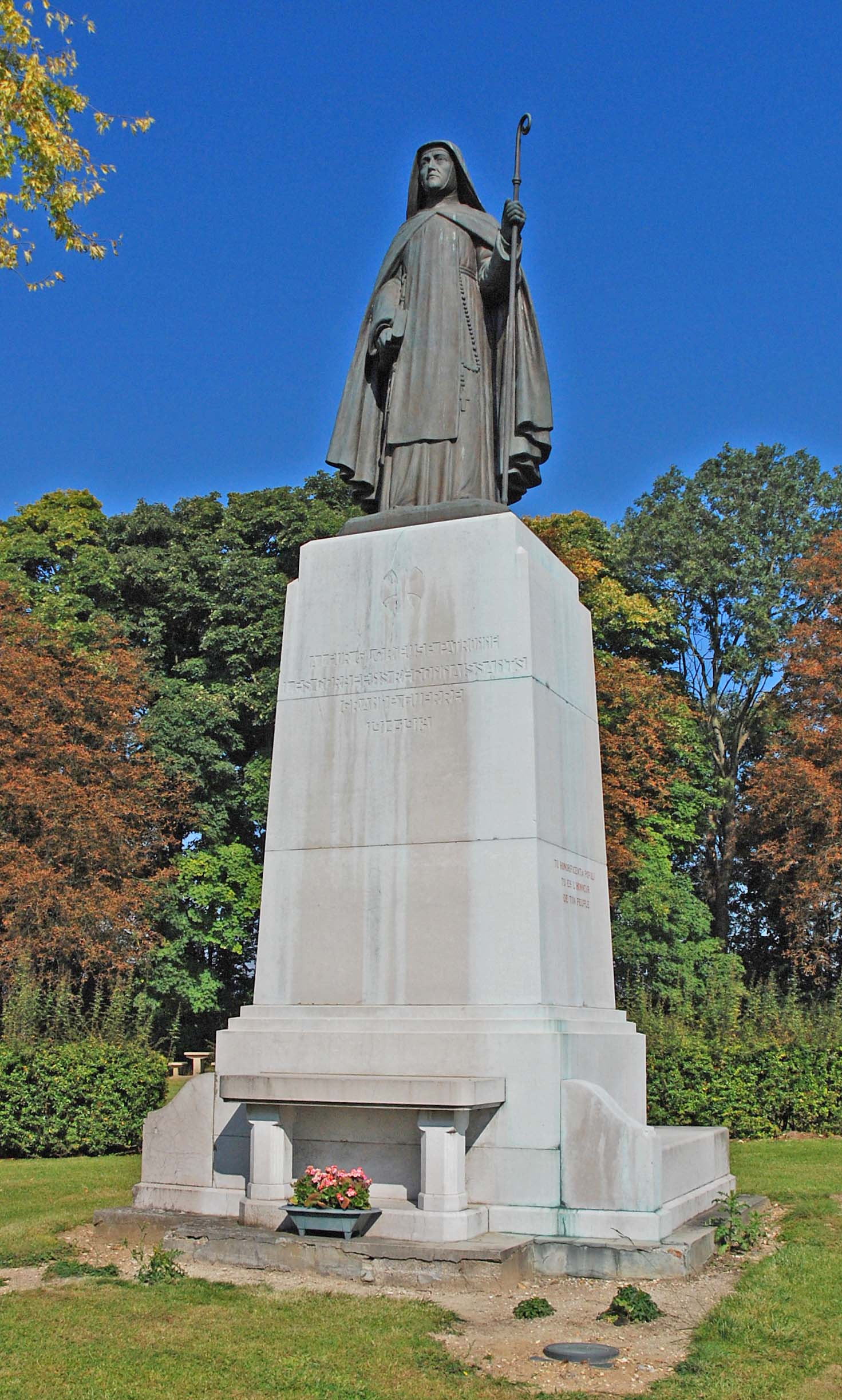
Statue de sainte Colette par Albert Roze (1925) à Corbie.

Dans son reclusoir, elle eut des visions de saint François d'Assise qui la présentait à Dieu comme la réformatrice de son ordre. Une autre fois, c'était un arbre mystérieux qui croissait et poussait ses rejetons jusque dans sa cellule. Refusant de croire à ces visions, elle fut frappée de cécité et de mutisme. Acceptant enfin sa mission, elle guérit et se mit à écrire ce qui lui avait été révélé.
En 1406, une bulle pontificale délia Colette de son vœu de réclusion et l'autorisa à fonder un couvent réformé dans les diocèses d'Amiens, de Noyon ou de Paris.
Colette put s'appuyer, pour son œuvre, sur le Père Henri de Baume, franciscain, fervent partisan d'une réforme de l'ordre. Il gagna à la cause de Colette la comtesse Blanche de Genève, puis Isabeau de Rochechouart, baronne de Bris(s)ay. Colette, le Père de Baume et la baronne de Brissay rencontrèrent à Cimiez près de Nice le pape Benoît XIII qui nomma Colette, abbesse, dame et mère de toutes les personnes qui se rangeraient sous sa réforme. Il l'autorisa à accueillir dans le couvent qu'elle allait fonder des religieuses venues de couvents étrangers ou du tiers ordre franciscain.
Elle retourna à Corbie voulant faire de sa ville natale le berceau de la renaissance franciscaine. Cependant elle n’y trouva qu’hostilité et dut quitter la Picardie après un nouvel échec à Noyon. Elle trouva refuge en Franche-Comté dans le manoir d'Alard de Baume frère du père Henri, à Baume-le-Frontenay. Trois Corbéennes l'accompagnèrent : Guillemette Chrétien, Marie Sénéchal et Jacquette Legrand. Elles furent les premières moniales de l'ordre réformé. En 1410 ayant reçu confirmation du pape Alexandre V, elles s’établirent à Besançon où Colette fonda son premier monastère. Le mouvement colettin reçut des soutiens de tous côtés : les rois Charles VII et Louis XI, Bernard d'Armagnac et sa tante maternelle la duchesse de Bourbon Marie de Berry, mais aussi dans la cour de Bourgogne la duchesse Marguerite de Bavière et Guillaume de Vienne, et d'autres. Au total dix-sept couvents furent fondés de 1410 à 1447, et d'autres réformés :
- Besançon (1410)
- Auxonne (1412)
- Poligny (1415-1417)
- Decize (1419)
- Seurre (1421-1423)
- Moulins (1421-1425)
- Aigueperse (1422-1425)
- Vevey (1422-1425)
- Le Puy-en-Velay (1425-1432)
- Orbe (1426-1427)
- Montbéliard (1430)
- Lézignan-Corbières (avant 1431)
- Pont-à-Mousson (1431-1447)
- Hesdin (1437-1440)
- Heidelberg (1438)
- Gand (1437-1442)
- Amiens (1442-1444)
- Castres (avant 1443)
- Béziers (avant 1443)

Elle échoua, une fois encore, à créer un couvent à Corbie, en 1445.
La réforme colettine s'infiltra aussi dans l'ordre masculin. Les couvents de Dole, Chariez, Sellières, Saint-Léger-sous-Beuvray, Murat, Castres et Azille l'adoptèrent.

### Une mystique thaumaturge
Colette connut des extases, la lévitation, des effluves odoriférants émanant de sa personne et de ce qu'elle touchait. Elle eut connaissance de l'état des âmes du purgatoire, des dons de clairvoyance et de prophétie.
Elle avait le goût de la pénitence, des mortifications, des jeûnes, de la pauvreté totale.

### Liens avec les grands
Colette de Corbie œuvra pour résorber le schisme qui déchirait la chrétienté occidentale. Elle obtint des papes et antipapes la confirmation de ses pouvoirs. Elle rencontra Vincent Ferrier à Auxonne puis à Poligny en avril 1417. Colette agit auprès de l'antipape Félix V pour qu'il abdique sans succès de son vivant.
Colette réussit à passer outre aux divisions politiques de la France, s'attirant la bienveillance de la Maison de Bourgogne et de la Maison de Bourbon pourtant ennemies. Elle réussit également à se concilier les Maisons rivales de Savoie et de Genève.
Elle mourut à Gand dans le monastère de Bethléem (nl) (les pauvres Claires, ou Colettines) de Gand, qu'elle avait fondé en 1442 et où elle fut inhumée. Puis ses ossements furent transportés à Poligny, son couvent de prédilection, en 1783.

## La réforme colettine
À Orbe en 1430, Colette fixa dans un texte, Sentiments de Sainte-Colette, remanié en 1432 à Besançon, sa réforme de l'ordre des Clarisses. Ce texte fut approuvé, en 1434, par Guglielmo da Casale (it), ministre général de l'ordre franciscain.
Colette a fixé en quinze chapitres les détails de sa réforme. Parmi les points essentiels on peut relever :
- Ne sont admises au couvent que les sœurs capables de soutenir l'austérité de la règle (les infirmes et malades ne peuvent donc y entrer).
- On peut entrer au couvent à 12 ans mais on ne peut prononcer les vœux avant 18 ans. Le noviciat dure jusque l'âge de 30 ans.
- Les sœurs vivent en clôture perpétuelle.
- Les sœurs vivent continuellement dans le silence. Elles ont accès au parloir avec l'autorisation de l'abbesse à certaines périodes de l'année.
- Les sœurs portent le voile qui doit couvrir une partie du visage, qui ne peut être vu en entier.
- Les sœurs ne dorment jamais sans leur habit extérieur.
- Les sœurs ne portent pas de bas, ni de chaussures, les pieds sont nus.
- Les sœurs ne peuvent posséder ni biens meubles, ni terres, ni immeubles, ni somme d'argent.
- Les sœurs font abstinence perpétuelle de viande même à Noël.
- Les sœurs jeûnent perpétuellement sauf le dimanche et à Noël.
- Les sœurs doivent assister obligatoirement et avec exactitude à l'office divin.
- Les sœurs doivent communier tous les dimanches.
- Les sœurs ne peuvent avoir d'autre confesseur que celui du couvent.
- Les sœurs n'auront aucune distraction.
- Le courrier envoyé ou reçu est lu par l'abbesse.

Le pape Pie II approuva ses constitutions en 1458. La réforme colettine d'abord introduite en France et en Belgique, s’étendit ensuite en Espagne et dans toutes les colonies espagnoles du Nouveau Monde. L’action de Colette sur l'ordre des clarisses a été considérable et perdure jusqu'à nos jours.

## Postérité
Suivant son désir, elle fut inhumée dans un tombeau, sans linceul ni bière, à même la terre, dans le cimetière de Gand. En 1471, l’évêque de Tournai entreprit une enquête à la suite de miracles survenus sur sa tombe. On découvrit d'autres miracles en d'autres lieux: 14 à Hesdin, 15 à Gand, 4 à Arras et encore bien d’autres à Poligny et Auxonne.
Elle fut béatifiée en 1625 par le pape Urbain VIII, et fut canonisée par Pie VII le 24 mai 1807.
Ses attributs, dans l'iconographie chrétienne, sont le puits de la Samaritaine (par allusion à la découverte d'eau à Poligny, au Puy, à Hesdin, en des endroits où, avant la prière de la sainte, on ne repérait aucune nappe aquifère) ainsi qu’une poule (allusion à l’invitation du Seigneur à gober un œuf pour reprendre des forces). Les religieuses qui vivent selon la règle primitive de sainte Claire remaniée par Colette de Corbie sont appelées colettines. Et même, si son œuvre se porta sur le deuxième ordre franciscain, elle affecta aussi l’ordre masculin.
À Corbie, une chapelle fut construite à l'emplacement de sa maison natale. Une statue massive due à Albert Roze, trône à la sortie nord-est de la ville. Dans l'abbatiale Saint-Pierre, est exposé un tableau : Sainte Colette priant pour la délivrance d'une âme du Purgatoire de Charles Crauk (1859). Une rue et un collège-lycée agricole privé portent le nom de Sainte-Colette.

## Galerie

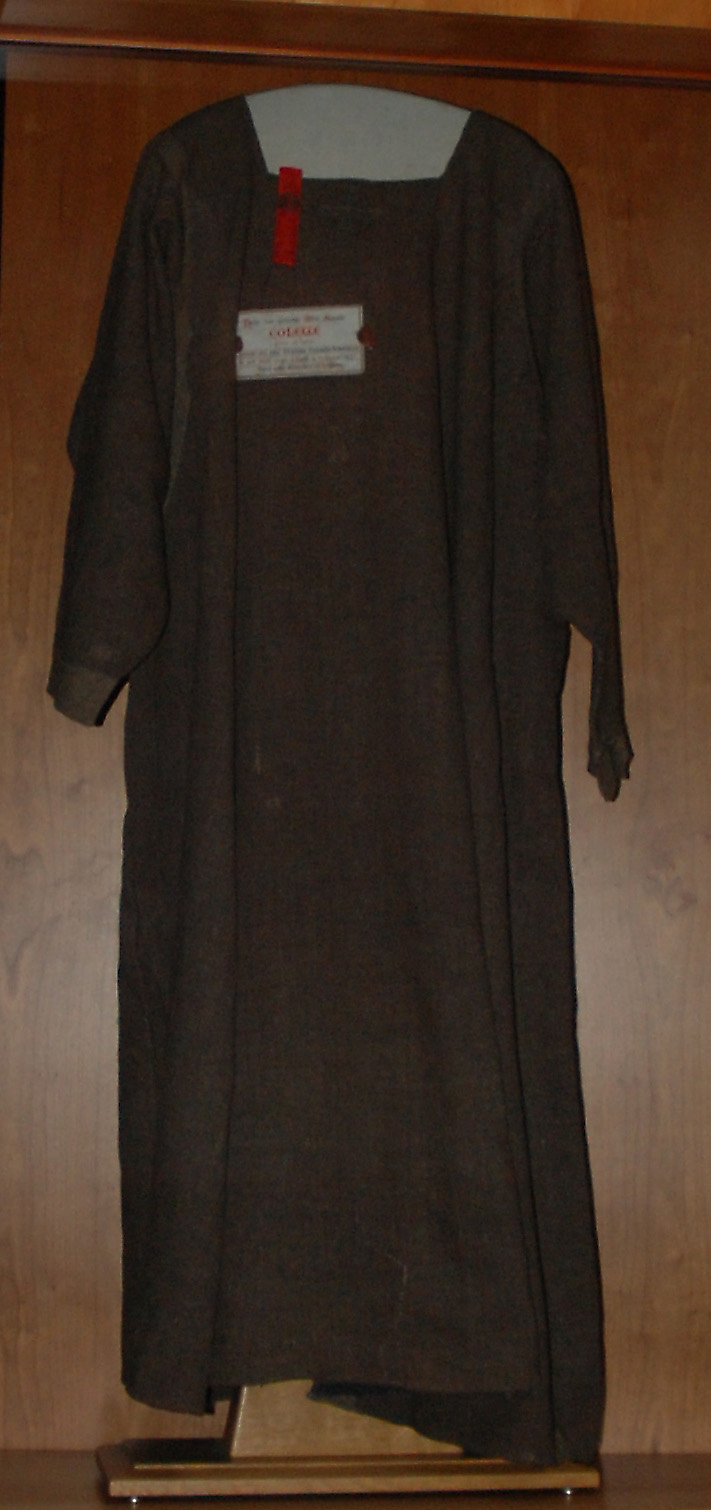
Habit de sainte Colette, monastère de Bethléem (nl), Gand.
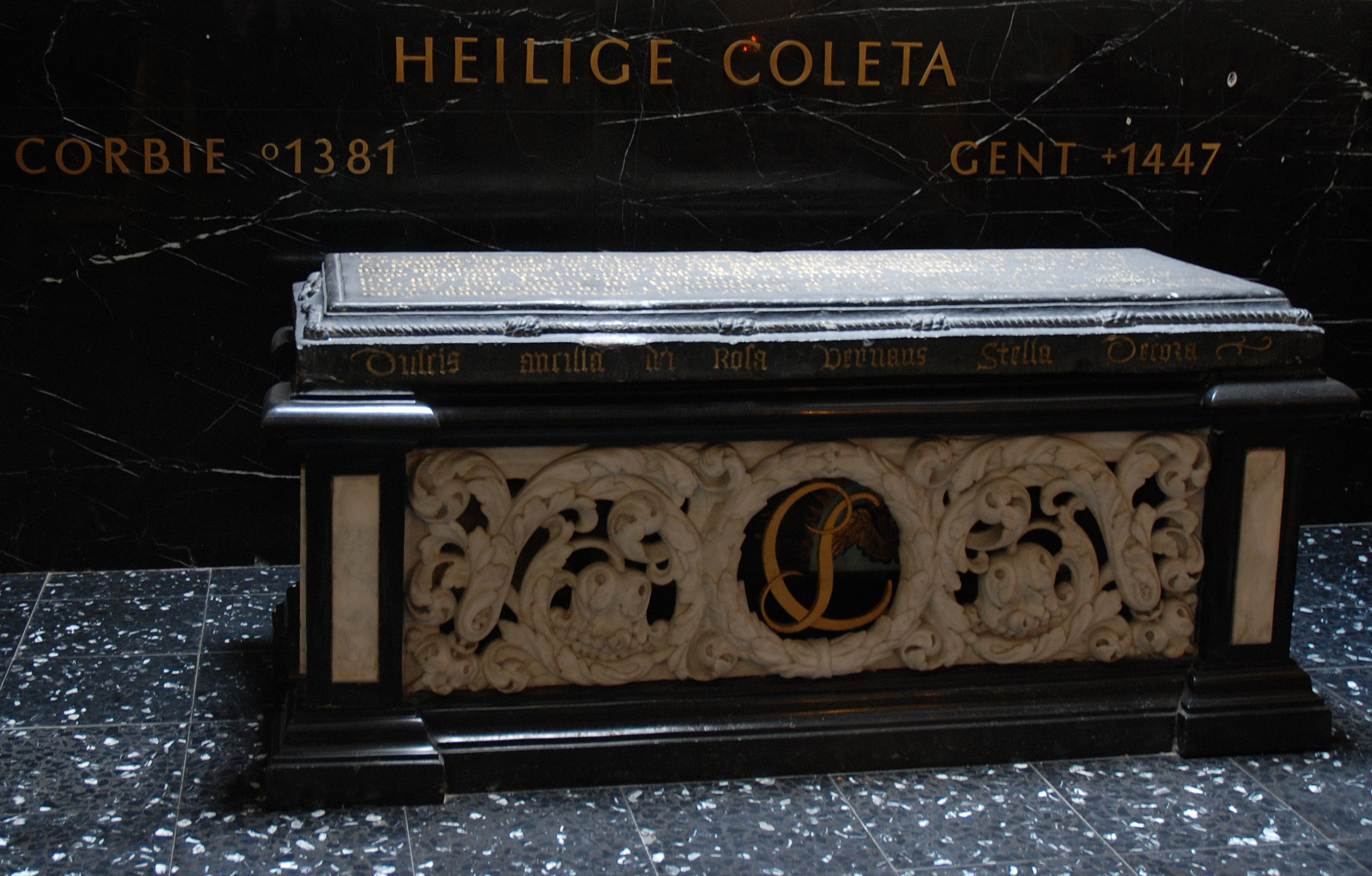
La pierre tombale en marbre (1536) de sainte Colette au monastère de Gand.
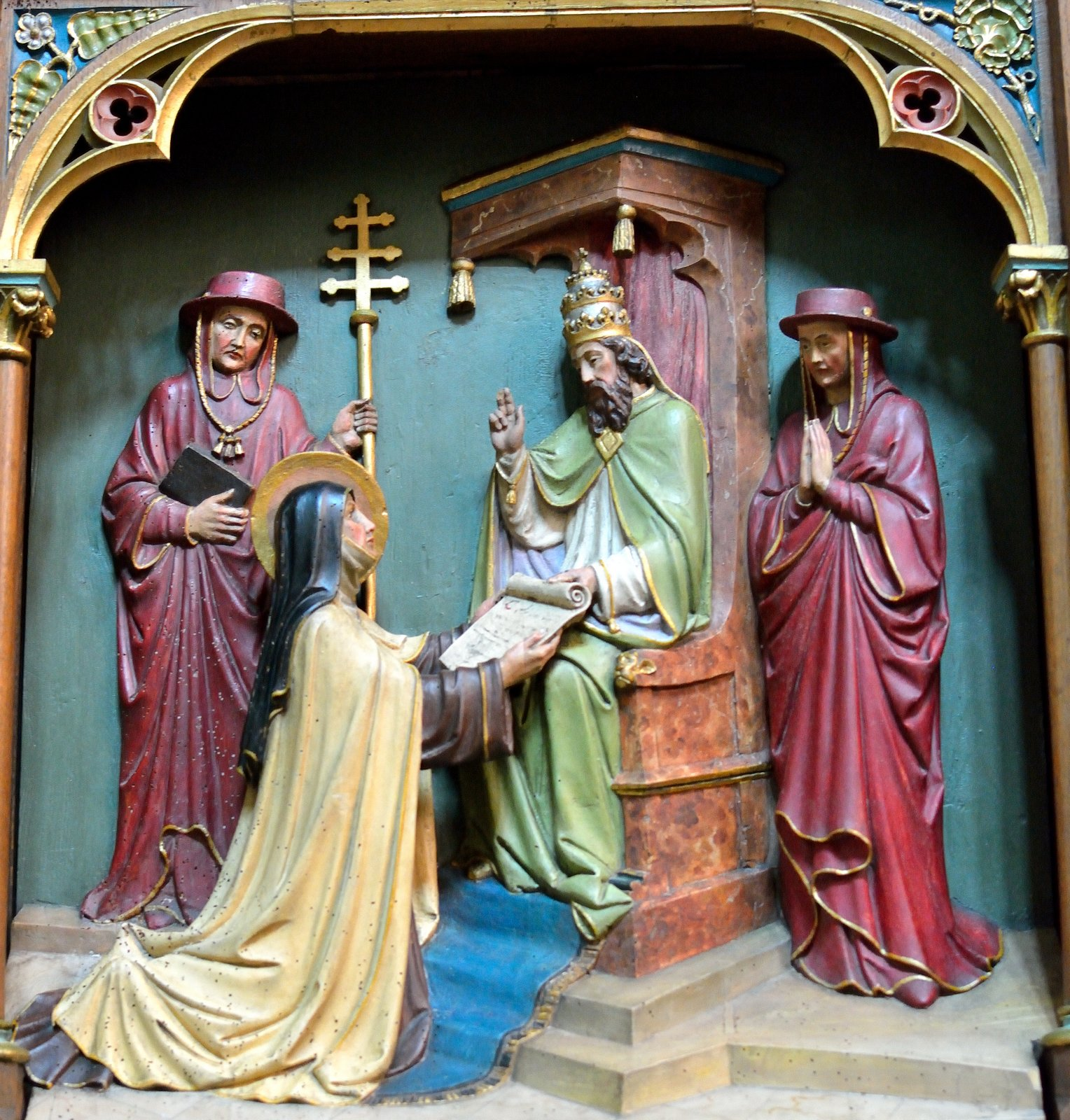
Sainte Colette avec le pape, aile d'un retable de l'église Sainte-Colette (nl) de Gand.
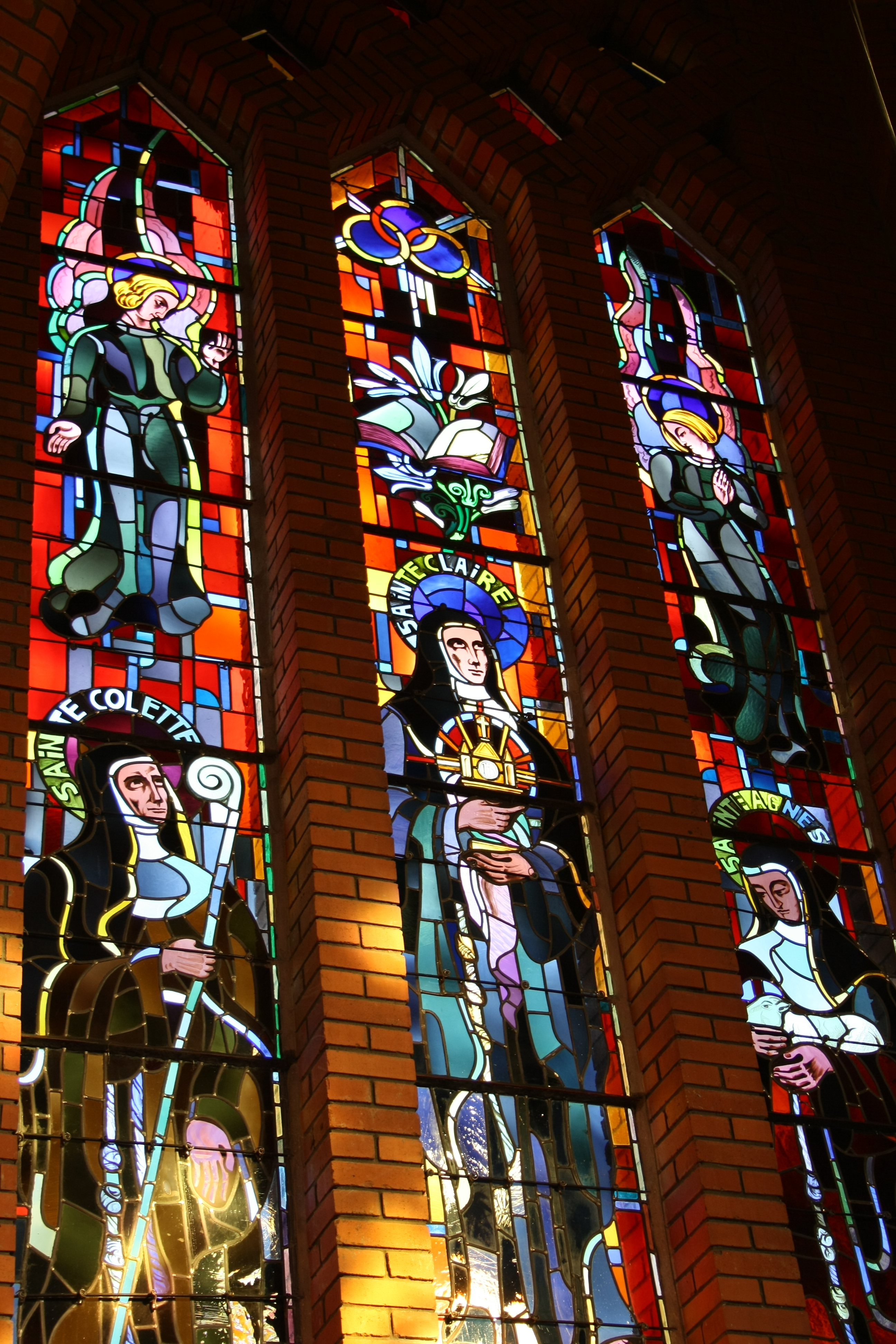
Vitrail, chapelle des Franciscains, Paris 14e.
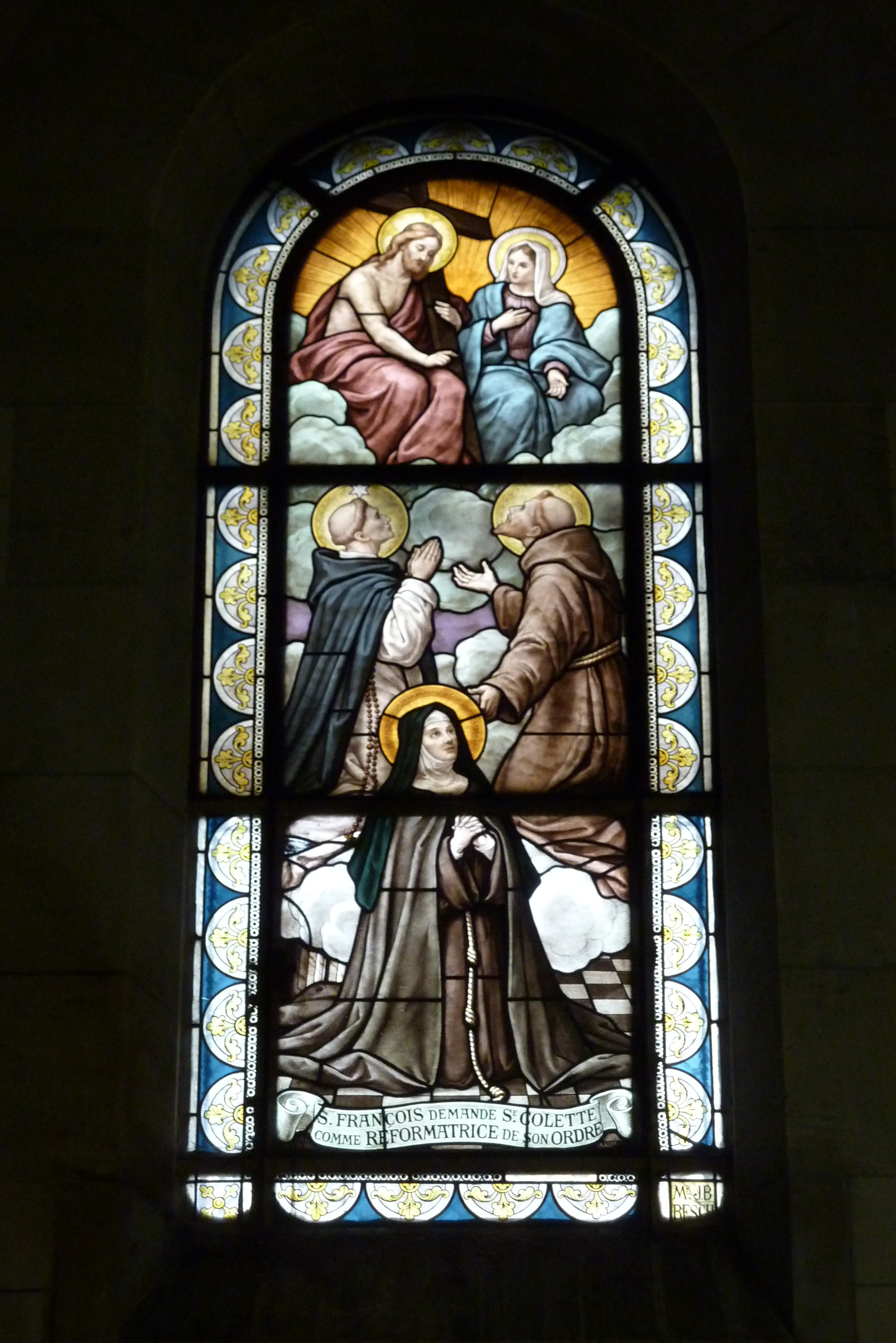
Vitrail, église Notre-Dame-du-Rosaire de Saint-Ouen.